# Luna Lomonaco
Luciana Luna Anna Lomonaco (Milão, 1985) é uma matemática nascida na Itália, reconhecida por suas contribuições em topologia e geometria. Professora no Instituto de Matemática Pura e Aplicada (IMPA) e do Instituto de Matemática e Estatística da Universidade de São Paulo, ela foi a primeira mulher a receber o Prêmio Sociedade Brasileira de Matemática (SBM) para Jovens Cientistas. 

## Carreira
Formada pela Universidade de São Paulo (USP), Luna consolidou sua carreira com estágios em instituições internacionais e pesquisa focada na visualização de espaços geométricos complexos. Além de sua atuação acadêmica, ela se dedica à divulgação científica, promovendo a matemática entre mulheres e jovens, participando de eventos como o Dia Internacional das Mulheres na Matemática. Em 2021, foi uma das pesquisadoras apoiadas pelo Instituto Serrapilheira, onde promoveu projetos voltados à comunicação científica.

## Prêmios
- 2018: Prêmio Para Mulheres na Ciência.[9]
- 2019: Prêmio SBM.[10]
- 2023: Jovem Cientista.[11]